# Долмеч, Карл
Карл Фре́дерик До́лмеч (англ. Carl Frederick Dolmetsch; 23 августа 1911, Фонтене-су-Буа, Иль-де-Франс, Франция — 11 июля 1997, Хейзлмир, Суррей, Великобритания) — британский исполнитель на блокфлейте, виоле да гамба, скрипке. Представитель известной английской семьи музыкантов.

## Биография
Сын инструментального мастера Арнолда Долмеча и танцовщицы и гамбистки Мейбл Долмеч. В 1914 году вместе с семьёй перебрался в Англию. Первые уроки музыки получил у отца. Затем продолжил обучение у Карла Флеша, Антонио Броса и других. С 1940 года, после смерти отца, стал директором фестиваля в Хейзлмире. Был руководителем французского Общества музыкантов, записывающихся на грампластинках, возглавлял мастерскую старинных инструментов и Общество исполнителей на блокфлейте. Организатор публикаций произведений XVI—XVIII веков. Автор статей о старинной музыке и инструментах.
Его сын Франсуа Долмеч стал фотографом.